# Boby na Zimních olympijských hrách 1968
Boby na olympiádě v Grenoblu.

## Medailové pořadí zemí
| Pořadí | Země                  | Zlato | Stříbro | Bronz | Celkově |
| ------ | --------------------- | ----- | ------- | ----- | ------- |
| 1.     | Itálie (ITA)          | 2     | 0       | 0     | 2       |
| 2.     | Rakousko (AUT)        | 0     | 1       | 0     | 1       |
| 2.     | Západní Německo (FRG) | 0     | 1       | 0     | 1       |
| 4.     | Rumunsko (ROU)        | 0     | 0       | 1     | 1       |
| 4.     | Švýcarsko (SUI)       | 0     | 0       | 1     | 1       |
|        | Celkem                | 2     | 2       | 2     | 6       |

## Medailisté

### Muži
| Disciplína | Zlato                                                                                | Výkon   | Stříbro                                                                           | Výkon   | Bronz                                                                      | Výkon   |
| ---------- | ------------------------------------------------------------------------------------ | ------- | --------------------------------------------------------------------------------- | ------- | -------------------------------------------------------------------------- | ------- |
| dvojbob    | Itálie (ITA) · Eugenio Monti · Luciano de Paolis                                     | 4:41,54 | Západní Německo (FRG) · Horst Floth · Pepi Bader                                  | 4:41,54 | Rumunsko (ROU) · Ion Panțuru · Nicolae Neagoe                              | 4:44,56 |
| čtyřbob    | Itálie (ITA) · Eugenio Monti · Luciano de Paolis · Roberto Zandonella · Mario Armano | 2:17,39 | Rakousko (AUT) · Erwin Thaler · Reinhold Durnthaler · Herbert Gruber · Josef Eder | 2:17,48 | Švýcarsko (SUI) · Jean Wicki · Hans Candrian · Willi Hofmann · Walter Graf | 2:18,04 |